# Иж-49
Иж-49 — дорожный мотоцикл среднего класса, предназначенный для езды по дорогам с разным покрытием в одиночку или с пассажиром. Выпускался Ижевским машиностроительным заводом с 1951 по 1958 год. Кроме мотоциклов-одиночек, опытной партией выпускались машины с боковыми прицепами. В 2024 году под названием "Иж-49 Ретро" была изготовлена лимитированная версия электромотоциклов в ретро-стиле. 

## История
После Великой Отечественной войны из Германии в счёт репараций было вывезено оборудование завода DKW, Ижевский завод получил в своё распоряжение станки. В 1946 году под контролем приглашённого главного конструктора DKW Германа Вебера и других инженеров с DKW был начат выпуск мотоцикла Иж-350, на базе немецкого мотоцикла DKW NZ 350. В 1951 году без остановки производства был осуществлён переход на массовый выпуск мотоциклов «Иж-49», который завоевал большую любовь у населения. Авторы конструкции — А.А. Модзелевский, С.Я. Фишер, С.С. Зорин, Н.Н. Пушин, Г.Л. Писарев и другие. За счёт применения передней вилки телескопического типа, задней подвески с гидравлическими амортизаторами и других усовершенствований повысилась комфортабельность езды, улучшилась проходимость мотоцикла в плохих дорожных условиях. В 1958 году выпуск Иж-49 был прекращён, так как с 1955 года уже выпускалась новая модель — Иж-56. Всего было построено 507 603 мотоциклов Иж-49. Стал базовым образцом для ряда послевоенных моделей ижевских мотоциклов.

## Конструкция
На мотоцикле установлен одноцилиндровый, двухтактный двигатель воздушного охлаждения с возвратно-петлевой двухструйной продувкой, с приготовлением рабочей смеси в карбюраторе и воспламенением её в цилиндре от электрической искры. Коленчатый вал — сборный, прессованный. Картер — блочного типа. В передней части находится кривошипная камера, в задней размещена коробка передач. Картер состоит из двух половин с разъёмом по средней продольной плоскости. Педаль ножного переключения передач и педаль кикстартера расположены с левой стороны картера коробки передач.
Переднее колесо вместе с тормозом, приводным редуктором спидометра и грязевой щиток крепятся к подвижной части телескопической вилки. На вилке укреплена фара, в корпусе которой вмонтирован спидометр, соединённый гибким валом с редуктором. Руль мотоцикла закреплён в кронштейнах верхнего мостика телескопической вилки, поворачивающейся на 35° в обе стороны. При этом руль может быть закреплён в удобном для водителя положении.
С правой стороны бензобака закреплён сектор рычага ручного переключения передач. При переключении передач педалью, рычаг перемещается в положение, соответствующее включенной передаче.
Малый вес неподрессоренной части и мало меняющийся вылет дают очень хорошую устойчивость и управляемость мотоциклу.
Заднее колесо закреплено в вилке поперечной жёсткости, которая эластично подвешена к раме на пружинно-гидравлических элементах.
Колеса — легкосъёмные, невзаимозаменяемые.

## Техническая характеристика
- Габаритная длина 2 120 мм.
- Габаритная ширина 770 мм.
- Габаритная высота 980 мм.
- Клиренс 140 мм.
- Сухой вес мотоцикла с задним седлом 150 кг.
- Максимальная скорость 90 км/час.
- Ёмкость топливного бака 14 л.
- Запас хода по шоссе 160—180 км.
- Расход топлива по шоссе не более 4,5 литра на 100 км.
- Топливо: Бензин с автолом 10—18 в пропорции 25 : 1
- Преодолеваемый брод 300 мм.
- Двигатель
  - Ход поршня 85 мм
  - Диаметр цилиндра 72 мм
  - Число цилиндров 1
  - Рабочий объём цилиндра 346 см3
  - Степень сжатия 5,8
  - Максимальная мощность 11,5 л. с. при 4 000 об/мин.
  - Охлаждение воздушное
  - Система смазки совместная с топливом
  - Тип карбюратора К-28
- Сцепление многодисковое, в масляной ванне
- Коробка передач четырёхступенчатая, двухходовая.
- Передача от коробки на заднее колесо роликовая цепь, передаточное число — 2,33.
- Рама — штампованная, сварная.
- Передняя вилка пружинная телескопического типа с гидравлическими амортизаторами.
- Задняя подвеска пружинная с гидравлическими амортизаторами
- Тип тормозов колодочные
- Тип колёс легкосъёмные, с тангентнорасположенными спицами.
- Размер шин 3,25-19"

## Спортивные модификации
- Иж-50А — мотоцикл для многодневных соревнований на базе Иж-49.
- Иж-50Б — кроссовый мотоцикл на базе Иж-49. Двигатель форсирован до мощности 16 л. с. при 4 500 об/мин. за счёт повышения степени сжатия до 8—9, улучшения системы продувки, расширения фаз газораспределения. Цилиндр из алюминиевого сплава с чугунной гильзой. Карбюратор К-28 с увеличенным диффузором). Экипажная часть облегчена.
- Иж-51М — мотоцикл для кольцевых шоссейных гонок. Экспериментальный двигатель с картером двигателя переменного объёма (с помощью поршневого насоса в нижней части картера)[5]

В 1955 году началось производство нового семейства спортивных мотоциклов с трубчатой сварной рамой и маятниковой задней подвеской.
- Иж-54 для шоссейно-кольцевых гонок имел двигатель мощностью 18-20 л. с.
- Иж-55 для кроссовых и многодневных соревнований. Двигатель форсирован до мощности 16—18 л. с. за счёт повышения степени сжатия до 8—9, увеличения диаметра проходного сечения карбюратора и улучшения системы продувки. По ходовой части мотоцикл не отличается от базовой дорожной модели. Большое внимание уделено очистке воздуха и защите зажигания и карбюратора от воды. Воздух в карбюратор попадает через специальный приёмник, расположенный в задней части топливного бака. Выпускные трубы вместе с глушителями подняты вверх. Зажигание осуществляется от магнето, герметично закрытого алюминиевой крышкой. На мотоцикле установлены специальные кроссовые шины с глубоким рисунком протектора и гоночная подушка на заднем щитке.